# Hammaptera albidivisa
Hammaptera albidivisa là một loài bướm đêm trong họ Geometridae.